# Křivák (bunda)

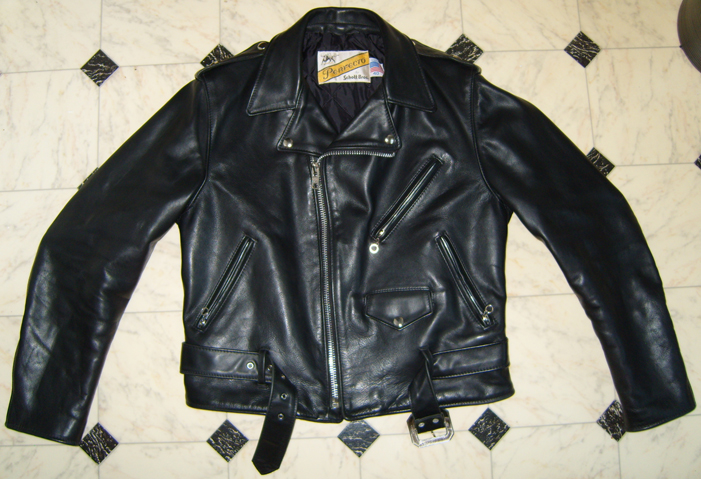
613 Schott Perfecto

Křivák je lidový název kožené bundy, původně určené pro motorkáře. Na trh tuto součást oděvu uvedla oděvní firma Schott NYC pod označením Perfecto v roce 1928. Bunda byla navržena, aby poskytovala co největší ochranu proti větru. Má poměrně krátký střih, zipy kapes nakřivo, výrazné klopy a kapsičku na boku. V roce 1940 firma Schott představila model s označením 613, který se díky nášivkám ve tvaru hvězdy na ramenou brzy začal označovat One Star.
Boom křiváku přišel v roce 1953, kdy ho oblékla hvězda amerického filmu Marlon Brando. Křivák navržený pro motorkáře byl tužší, vyztužený kovovými částmi a lépe chránil proti větru, kdežto křivák k běžnému nošení byl pohodlnější a lehčí. Křivák také nosily „drsné“ komunity na okraji společnosti nebo na znamení boje proti běžnému konzumu. Křivák oblékaly hvězdy jako James Dean, John Travolta nebo Arnold Schwarzenegger (ve filmu Terminátor 2: Den zúčtování). Křivák byl oblíben ve světě hudby, zamilovali si ho zpěvák Freddie Mercury z kapely Queen, punkeři jako Sid Vicious ze Sex Pistols a proslulí jím byli i členové skupiny Ramones. V roce 1980 se křivák stal významnou součástí pop kultury. Kromě metalistů si ho zamilovali novoromantici a zpěváci country. Dále ho dovedly k dokonalosti glamrockové kapely 80. let.
Nejčastější je v černém odstínu, nicméně existuje rovněž v barvě hořčicové, bordó či hnědé.